# Emma Mertz
Emma Mertz (geboren 17. April 1880 in Basel; gestorben 12. April 1937 in Davos) war eine Schweizer Malerin und Zeichenlehrerin. Ihr Werk umfasst Zeichnungen, Stillleben, Blumen- und südliche Landschaftsbilder.

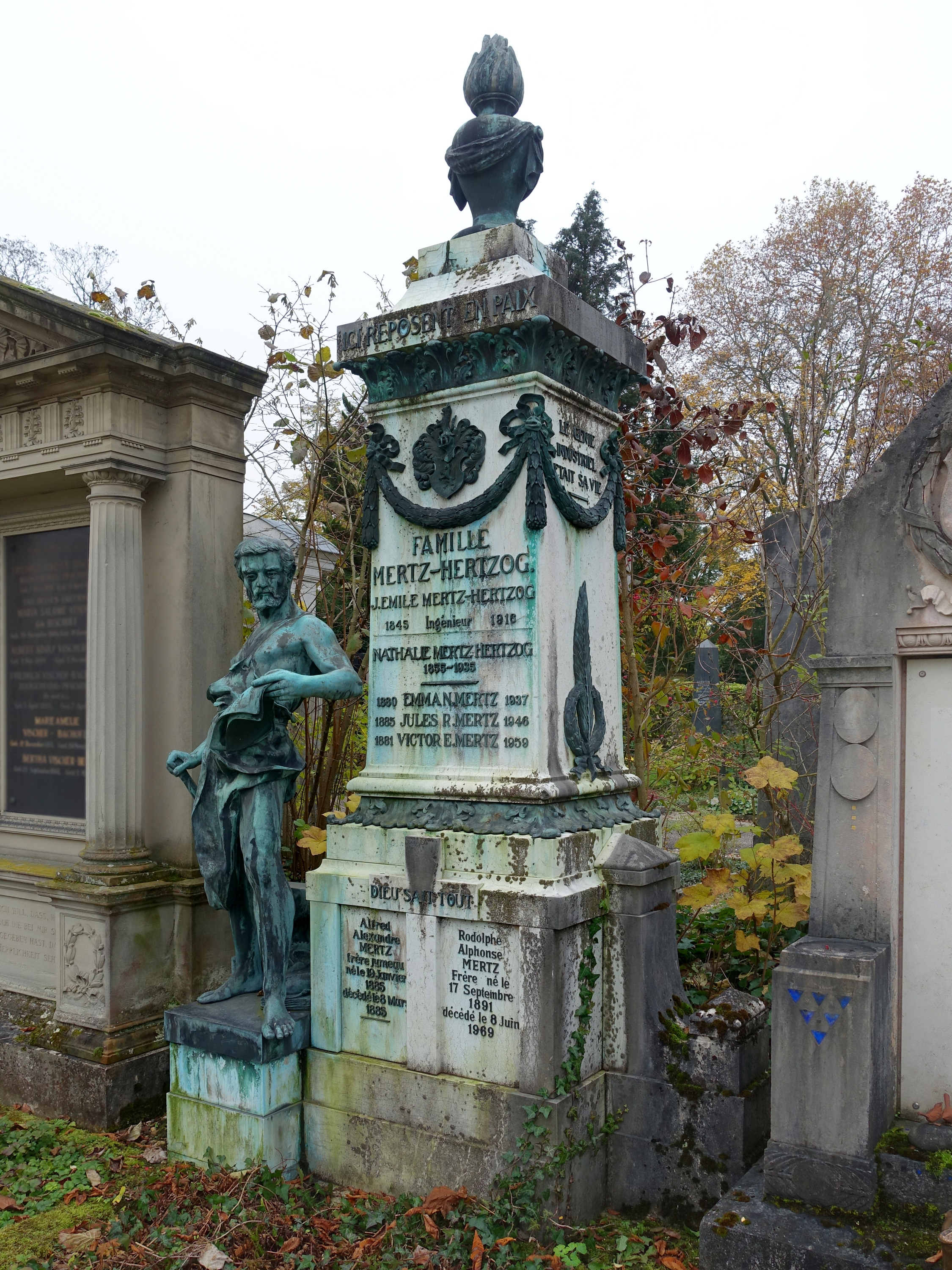
Grab, Wolfgottesacker, Basel.

## Leben
Emma Mertz war eine Tochter des Ingenieurs Emil Mertz (1845–1916) und der Josephine Marie Nathalie (1855–1935), geborene Hertzog. Mit ihren jüngeren Geschwistern wuchs sie in Basel auf.
Von 1926 bis 1937 war sie Mitglied der Schweizerischen Gesellschaft Bildender Künstlerinnen und stellte ihre Werke in Gruppenausstellungen aus. Sie hatte unter anderem Kontakt zu den Künstlerinnen Gustava Iselin-Haeger, Maria La Roche, Maria Lotz, Martha Pfannenschmid, Ida Gertrud Schwabe, Carmen Buri (1904–1978), Selma Siebenmann (1884–1965), Violette Diserens (1888–1965), Irma Maria Kocan (1889–1980), Henriette Grimm (1894–1965) und Marie Margaretha Eppens (1899–1978).
Emma Mertz fand ihre letzte Ruhestätte auf dem Wolfgottesacker in Basel. Ihr jüngerer Bruder war der Polarforscher Xavier Mertz.